# Hazai megyék
A hazai megyék (angolul home counties) a London környéki megyék összefoglaló neve. Nincs pontos definíciója, mi tartozik a hazai megyékhez, a név pontos tartalma vitatott.  Hozzá tartozhat Buckinghamshire, Essex, Hertfordshire, Berkshire, Middlesex, Kent, Oxfordshire, Surrey, East Sussex, West Sussex.
A név 19. századi eredetű és valószínűleg az angliai és walesi utazóbíróságok „hazai köre” (Home Circuit) az eredete.
A sztereotípia szerint a hazai megyék lakossága fehér, középosztálybeli, a Konzervatív Párt támogatója és a hazai megyék dialektusát beszéli. (Valójában a terület lakossága vegyes társadalmi és etnikai hátterű, illetve politikai gondolkodású.)

## Fordítás
- Ez a szócikk részben vagy egészben  a   Home counties című angol Wikipédia-szócikk ezen változatának fordításán alapul.  Az eredeti cikk szerkesztőit annak laptörténete sorolja fel. Ez a jelzés csupán a megfogalmazás eredetét és a szerzői jogokat jelzi, nem szolgál a cikkben szereplő információk forrásmegjelöléseként.